# Justin Chon
 (août 2011).
Si vous disposez d'ouvrages ou d'articles de référence ou si vous connaissez des sites web de qualité traitant du thème abordé ici, merci de compléter l'article en donnant les références utiles à sa vérifiabilité et en les liant à la section « Notes et références ».
Pour les articles homonymes, voir Chon.
Justin Chon, né le 29 mai 1981 à Garden Grove, en Californie, est un acteur américain d'origine sud-coréenne. Il est connu notamment pour son rôle d'Eric Yorkie dans Twilight (série de films).

## Biographie
Justin Chon a commencé à tourner dans des films américains en 2005, dans la série Jordan en 2007, et incarne Eric Yorkie dans la saga Twilight depuis 2008.
Il était un des membres du faux groupe de Kpop, BgA, inventé par Ryan Higa sur sa chaîne NigaHiga.
Il est marié à Aleksandra Chon avec laquelle il vit désormais en Californie.

## Filmographie

### Comme acteur

#### Cinéma

##### Longs métrages
- 2006 : Fleetwood de Candace Infuso : Rong
- 2006 : Puff, Puff, Pass de Mekhi Phifer : Bobbi
- 2007 : Fanatique (Hack!) de Matt Flynn : Ricky
- 2008 : Twilight, chapitre I : Fascination (Twilight) de Catherine Hardwicke : Eric Yorkie
- 2009 : Balls Out: Gary the Tennis Coach de  Danny Leiner : Joe Chang
- 2009 : Droit de passage (Crossing over) de Wayne Kramer : Yong Kim
- 2009 : Twilight, chapitre II : Tentation (New Moon) de Chris Weitz : Eric Yorkie
- 2010 : Twilight, chapitre III : Hésitation (Eclipse) de David Slade : Eric Yorkie
- 2011 : Twilight, chapitre IV : Révélation (Breaking Dawn) de Bill Condon : Eric  Yorkie
- 2011 : From the Rough de Pierre Bagley : Ji-Kyung
- 2012 : |Detention of the Dead de Alex Craig Mann : Ash
- 2012 : Hang Loose de Ryan Kawamoto : BJ
- 2012 : Rock Jocks de Paul V. Seetachitt : Seth
- 2012 : Twilight, chapitre V : Révélation (Breaking Dawn) de Bill Condon : Eric Yorkie
- 2013 : 21 and Over de Jon Lucas et Scott Moore : Jeff Chang
- 2013 : From the Rough de Pierre Bagley :  Ji-Kyung
- 2013 : Innocent Blood de D.J. Holloway & Sun Kim :  Brad Lee
- 2014 : La Revanche des dragons verts d'Andrew Lau et Andrew Loo
- 2015 : Seoul Searching de Benson Lee : Sid Park
- 2015 : Man Up de Justin Chon : Randall
- 2016 : Like Lambs de Ted Marcus :  Jasper Cho
- 2016 : Satanic de Jeffrey G. Hunt : Seth
- 2017 : Gook de Justin Chon : Eli
- 2017 : Heartbeats de Duane Adler :  Jae Juarez
- 2017 : Dead Trigger de Mike Cuff & Scott Windhauser :  Daniel Chen
- 2018 : High Resolution de Jason Lester : Paul
- 2019 : Coming Home Again de Wayne Wang : Changrae
- 2021 : Blue Bayou de Justin Chon :  Antonio LeBlanc

##### Courts métrages
- 2005 : Taki & Luci :  Drug Buyer
- 2008 : Facebook: The Movie
- 2009 : Turbo : Hugo Park
- 2009 : Ashley Mason : Morgan
- 2011 : Jin : Jin
- 2013 : To Those Nights : Elijah
- 2013 : Full Circle : Justin
- 2015 : Mr. Milker : Nipple Man
- 2017 : My K-Pop Boyfriend : J-Lite
- 2018 : The One That Got Away
- 2018 : The Ice Cake Man : Max

#### Télévision

##### Séries télévisées
- 2005 : Jack et Bobby, épisode Under the Influence : Greek Chorus
- 2006 : Newport Beach, épisode The Party Favor : Big Korea
- 2007 : Jordan (30 épisodes) : Tony Lee
- 2010 : Ktown Cowboys (5 épisodes) : Jin
- 2010 : Glory Daze, épisode pilote : Asian Frat Bro
- 2011 : Dr House, épisode 18 saison 7 : Harold Lam
- 2011 : Gigantic, épisode The Joy of Contrition : Byron Letts Jr.
- 2012 : Company Car, épisode He Said She Said : Justin
- 2013 : New Girl, épisode 8 saison 3 : Brian
- 2015 : Sin City Saints (en) (8 épisodes) : Byron Summers
- 2016 : Dr Ken : Jae
- 2016 : Dramaworld de Chris Martin : Seth Ko
- 2018 : Cameron Black : L'Illusionniste : Justin Kwon
- 2019 : Joanne Brown Is Here : Justin
- 2021 : Bienvenue chez les Casagrandes (The Casagrandes) : Yoon Kwan (voix)

##### Téléfilms
- 2006 : Wendy Wu de John Laing : Peter Wu

### Comme réalisateur
- 2013 : You're Stoopid
- 2013 : Full Circle
- 2015 : Man Up
- 2017 : Gook
- 2021 : Blue Bayou

Prochainement[Quand ?]
- 2022 : Jamojaya
- 2025 : Chief of War (série TV)